# 周恩来农村工作联系点旧址
30°12′24.38″N 120°5′3.05″E / 30.2067722°N 120.0841806°E
周恩来农村工作联系点旧址位于中国浙江省杭州市西湖区梅家坞村211号，1957年至1963年间，周恩来曾5次来到梅家坞村，并将梅家坞村作为指导全国农村工作的联系点，为二层木结构古民居，具有江南小四合院风格，建筑坐东朝西，占地1500平方米，1993年改建为周总理纪念室，2000年7月9日公布为杭州市文物保护单位，2023年6月29日公布为浙江省文物保护单位。